# هنري إينمان
هنري إينمان (بالإنجليزية: Henry Inman)‏ هو رسام أمريكي، ولد في 20 أكتوبر 1801 في أوتيكا في الولايات المتحدة، وتوفي في 17 يناير 1846 في نيويورك في الولايات المتحدة.

## وصلات خارجية
- هنري إينمان على موقع الموسوعة البريطانية (الإنجليزية)